# Thria malgassica
Thria malgassica är en fjärilsart som beskrevs av Emilio Berio 1966/67. Thria malgassica ingår i släktet Thria och familjen nattflyn. Inga underarter finns listade i Catalogue of Life.